# Šungit

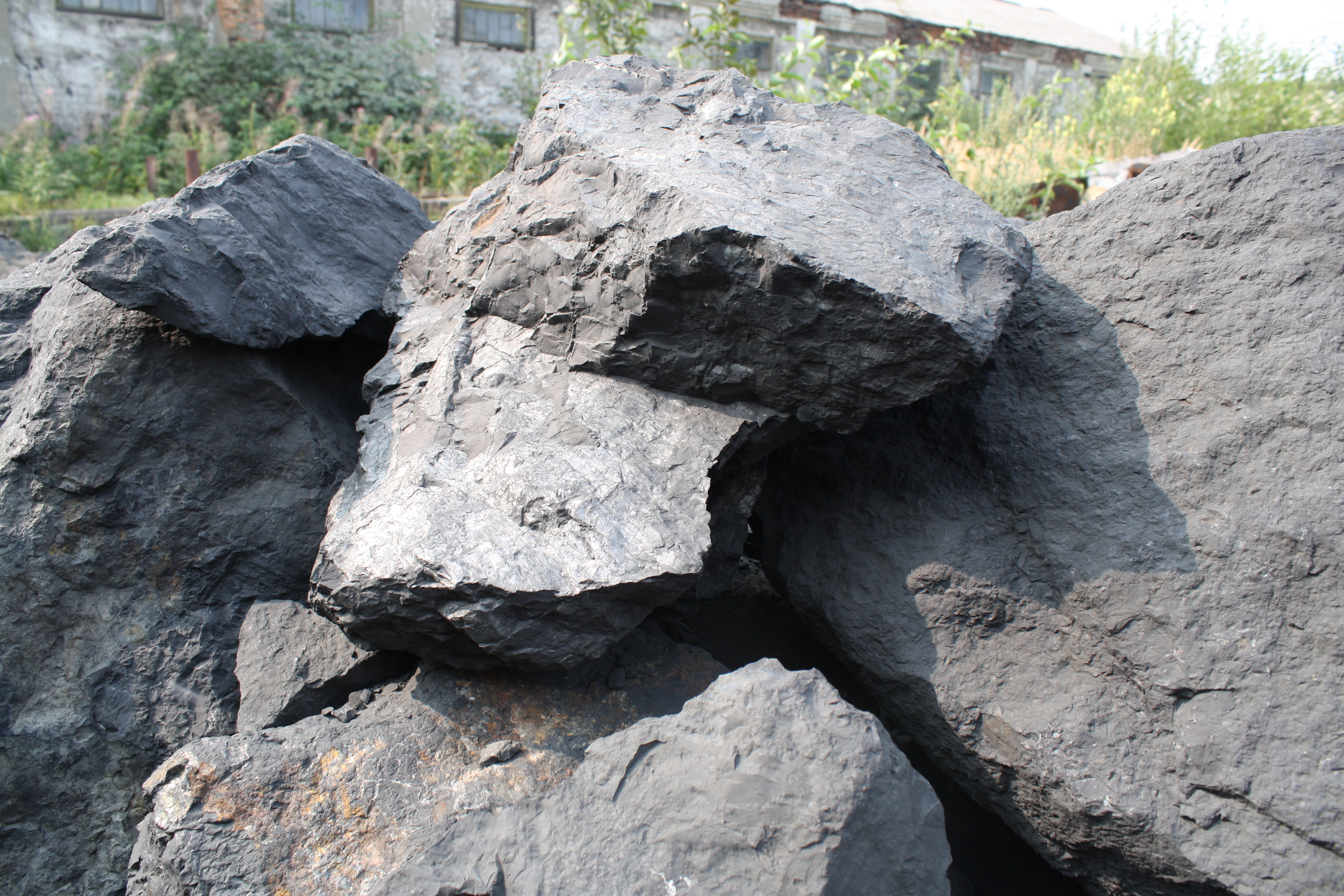
Šungit

Šungit (rusky шунгит) je neporézní polyminerální uhlíková hornina obsahující fullereny. Stáří šungitu je kolem 2 miliard let. Jedná se o negrafitizovaný, téměř čistý nekrystalický uhlík vzniklý pravděpodobně z mikroskopických řas. Na pohled se šungit jeví jako neprůsvitný černý kámen s více či méně výrazným kovovým leskem. Název šungit je odvozen od místa prvního naleziště, jímž byla vesnice Šuňga na břehu Oněžského jezera v Karélii.

## Naleziště a charakteristika
Rozloha karelského naleziště v severozápadním Rusku je asi 9000 km². Předpokládaná zásoba je přibližně 25 miliard tun. Později byla nalezena další ložiska ve Východokazašské oblasti, menší ložiska se nacházejí v Rakousku, Indii a Kongu a USA (Michigan).

## Využití
Od 18. století byl šungit využíván jako základ pro černé barvy, později byly kamenné bloky využity při výstavbě několika ruských katedrál. Pokusy o využití šungitu jako paliva na konci 19. století byly neúspěšné. Od 70. let 20. století se datuje využívání šungitu jako izolačního materiálu s nízkou specifickou hmotností. Další využití zahrnuje výrobu feroslitin a jako adsorbentu při čištění vod v provozech zpracovávajících ropu. V roce 1992 byly v šungitu z oblasti Karélie nalezeny fullereny, perspektivní materiály v oblasti supravodivosti.
V oblasti Karélie se nacházely dnes již neexistující šungitové lázně, založené v 18. století ruským carem Petrem Velikým, kde se léčily hlavně děti.[zdroj?] Od 20. století je šungit využíván i v Česku – v lidovém léčitelství a alternativní medicíně.